# Docheon-dong
Docheon-dong (koreanska: 도천동) är en stadsdel  i staden Tongyeong i provinsen Södra Gyeongsang i den södra delen av Sydkorea, 300 km sydost om huvudstaden Seoul. Till socknen hör 12 obebodda öar.